# Războiul Corintian
Războiul Corintian a fost un război din perioada Hegemoniei Spartane purtat în perioada 395 î.Hr. - 387 î.Hr. între Sparta și o coaliție de foști aliați ce cuprindea Teba, Atena, Corint și inamicul de seamă al acesteia, Argos, susținute de Imperiul Ahemenid. Numele războiului este dat de locația consiliului de război al coaliției antispartane, în Corint. 
Războiul a avut mai multe cauze. Pe de o parte, foștii aliați ai Spartei erau nemulțumiți cu ce li se oferise după victoria din Războiul Peloponesiac. Pe de altă parte, Sparta începea să își manifeste propriul imperialism, similar cu cel atenian. Atena, înfrânta Războiului Peloponesiac, va intra în război pentru a-și recăpăta autonomia față de Sparta. 
Corint, Teba, Atena și Argos vor forma o alianță anti-spartană în 395 cu scopul de a încheia controlul spartan asupra Greciei, cu ocazia absenței regelui spartan Agesilaus al II-lea, care purta o campanie împotriva ahemenizilor.
Finalul războiului a fost unul inconclusiv. Aliații nu au reușit să încheie hegemonia spartană, însă aceasta din urmă a fost sever slăbită de conflict.